# 一剣
『一剣』（いっけん）は、2006年3月15日にコロムビアミュージックエンタテインメント（現・日本コロムビア）から発売された氷川きよしの10枚目のシングル。

## 解説
- 2006年は、このシングルのみのリリースとなる。
- 同年12月30日、第48回日本レコード大賞において、この曲が「大賞」を受賞する。演歌曲の大賞受賞は1993年の香西かおりの『無言坂』以来である。その間の12回は全てJ-POPの受賞であった。これ以降、演歌歌手は日本レコード大賞を取っていない。
- 第39回日本有線大賞でも最多リクエスト曲賞も受賞。
- 近年、自身のコンサートツアーやテレビにゲスト出演した際には、オリジナルのキーよりも1音上げて歌っている。

## セールス
- オリコン調べのウィークリーチャートで最高順位2位。
- 『大井追っかけ音次郎』以来のシングル8作連続オリコンウィークリートップ10入り。
- オリコンの2006年、シングル売上年間トップ100では、76位にランクインし、演歌曲としては、最高順位を獲得した。なお、演歌ではこの曲と水森かおりの『熊野古道』の2作のみが年間ランキングに入った。
- 演歌の持ち味と言えるロングヒットも示し、50週を越えるランクイン週を数え、「白雲の城」以来の数字を記録。

## 収録曲
1. 一剣
（作詞:松井由利夫　作曲:水森英夫　編曲:⁠佐伯　亮）
2. きよしの森の石松
（作詞:松井由利夫、作曲:水森英夫　編曲:伊戸のりお）
3. 一剣 (オリジナル・カラオケ)
（作曲:水森英夫）
4. きよしの森の石松 (オリジナル・カラオケ)
（作曲:水森英夫）
5. 一剣 (半音下げオリジナル・カラオケ)
（作曲:水森英夫）